# آرثر هنري بولين
آرثر هنري بولين، كان معروفا غالبًا باسم إيه إتش بولين، (9 فبراير 1857، لندن - 29 فبراير 1920، ستراتفورد أون أفون) محررًا وناشرًا باللغة الإنجليزية، ومتخصصًا في الأدب في القرنين السادس عشر والسابع عشر، ومؤسس شكسبير هيد برس، التي كانت في عقودها الأولى ناشرًا للطبعات الجيدة في تقاليد مطبعة كيلمسكوت.
كان والده جورج بولن (المتوفى 1894) أمين مكتبة في المتحف البريطاني. بدأ اهتمام إيه إتش بولن بالكتاب المسرحيين والشعراء الإليزابيثيين في مدرسة مدينة لندن ، قبل أن يذهب إلى كلية ورسيستر بأكسفورد لدراسة الكلاسيكيات. بدأت حياته المهنية في النشر بطبعة علمية من أعمال جون داي في عام 1881 واستمرت بسلسلة من المسرحيين الإنجليز ومجموعة من سبعة مجلدات من المسرحيات الإنجليزية القديمة ، والتي اكتشف بعضها في المخطوطة ونشرها لأول مرة. كما كان أول شخص نشر بعض القصائد الغنائية المبكرة. كتب بولين أكثر من 150 مقالاً في قاموس السير الوطنية ، وحاضر عن الدراميين الإليزابيثيين في جامعة أكسفورد ودرس في قاعة توينبي.
في عام 1891 دخل هو و إتش دبليو لورانس في شراكة تحت اسم الناشرين لورانس وبولين. واستمر هذا حتى عام 1900 عندما انتقل بولين للنشر تحت اسم A. H. Bullen. مع فرانك سيدجويك كشريك، شكل بعد ذلك رأس شكسبير ونشر مجموعة شكسبير وجمع ييتس من قاعدتهم في ستراتفورد على أفون. كان بولن معجبا من قبل شخصيات أدبية مثل سوينبرن وكان معروفا في وقته بحماسة منحه الدراسية وإعادة اكتشاف أعمال الأدب المنسية، وأبرزها أعمال توماس كامبون. وبسبب تحديثه أثناء نشره، لم يتم استخدام نصوصه كطبعات قياسية من قبل العلماء اليوم. بعد وفاة بولين استمرت الصحافة بشراكة بما في ذلك باسيل بلاكويل، بائع الكتب في أكسفورد. ويستمر الكتاب حتى اليوم كبصمة لويلي بلاكويل، يطبع الآن على المطابع التجارية العادية.

## الروابط الخارجية
- أعمال آرثر هنري بولين على مشروع غوتنبرغ.
- أعمال عن أو من تأليف آرثر هنري بولين على أرشيف الإنترنت.
- إيه أتش بولين على مكتبة الكونغرس.